# Silene cabulica
Silene cabulica är en nejlikväxtart som beskrevs av Joseph Friedrich Nicolaus Bornmüller. Silene cabulica ingår i släktet glimmar, och familjen nejlikväxter. Inga underarter finns listade i Catalogue of Life.